# Regé-Jean Page

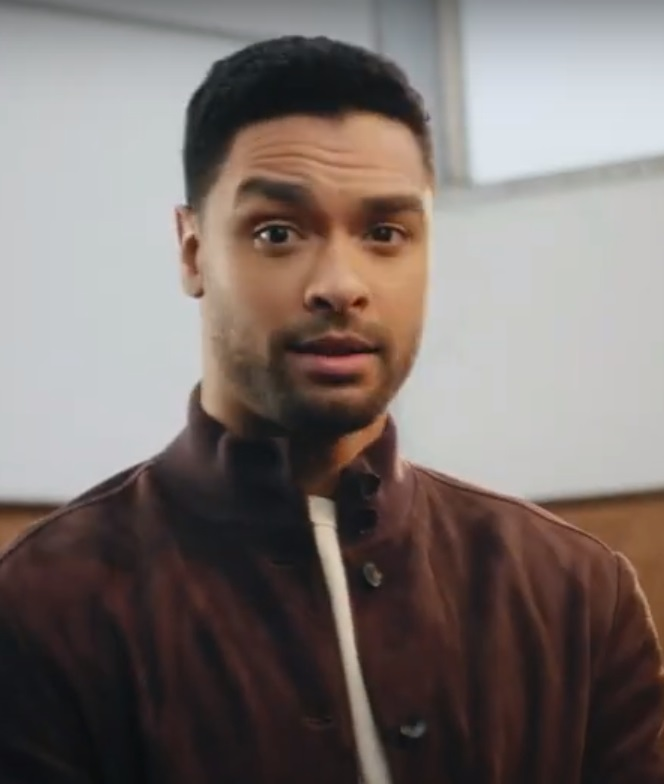
Regé-Jean Page (2023)

Regé-Jean Page (* 1988 oder 1990 in Harare, Simbabwe) ist ein simbabwisch-britischer Schauspieler.

## Werdegang
Regé-Jean Page wuchs in Simbabwe als Zweitjüngster von vier Geschwistern auf. Seine Mutter ist eine Krankenschwester aus Simbabwe, sein Vater ein englischer Prediger. Als er 14 Jahre alt war, zog die Familie nach London. Er hat Verwandte in mehreren Ländern, so in Südafrika, Australien, Schweden, Grenada und den USA, was, wie er in einem Interview sagte, schon früh seinen Horizont erweiterte. Mit der Schauspielerei begann Page am National Youth Theatre of Great Britain, 2009/10 wirkte er als Komparse in Harry Potter und die Heiligtümer des Todes – Teil 1 mit. 2013 machte er seinen Abschluss am Drama Centre London. Zu Beginn seiner Schauspiellaufbahn spielte er an Theatern in Großbritannien, darunter in Shakespeares Der Kaufmann von Venedig im Londoner Globe Theatre an der Seite von Jonathan Pryce und in The History Boys. Gemeinsam mit seinem Bruder Tose bildete er zunächst eine Punkband, später das Musik-Duo „Tunya“ mit Joshua Nash. 2020 produzierte das Duo gemeinsam mit dem preisgekrönten Choreographen Lanre Malaolu den Kurzfilm „Don’t wait“, der die Wut von jungen schwarzen Männern thematisiert.
2016 verkörperte Page die Rolle des Chicken George in der US-amerikanischen Miniserie Roots nach dem Roman Wurzeln (Roots: The Saga of an American Family) von Alex Haley. Im selben Jahr wurde er als männliche Hauptrolle im Pilotfilm Spark besetzt, und 2018 war er in den zwei Staffeln der Justiz-Serie For the People zu sehen. 2018 wirkte er in Mortal Engines und 2020 in Sylvie’s Love mit.
Im Dezember 2020 war Page als Simon Basset, Duke of Hastings in der Netflix-Serie Bridgerton zu sehen. Im März 2021 wurde bekannt, dass Page zur Besetzung der geplanten Netflix-Serie The Gray Man gehören wird, Wenige Wochen später gab Page bekannt, dass er für weitere Folgen von Bridgerton nicht zur Verfügung stehe. Für ihn sei von Beginn an klar gewesen, dass er nur in der ersten Staffel der Serie mitwirke.

## Nominierungen und Auszeichnungen
Im Februar 2021 wurde Regé-Jean Page für seine Rolle in Bridgerton für einen Screen Actors Guild Award nominiert, ebenso das gesamte Schauspielerensemble der Serie. Im März 2021 wurde er mit dem Filmschauspieler-Award der National Association for the Advancement of Colored People (NAACP) ausgezeichnet.

## Filmografie (Auswahl)

### Filme
- 2004: Troublemaker (Kurzfilm)
- 2010: Harry Potter und die Heiligtümer des Todes – Teil 1 (Harry Potter and the Deathly Hallows – Part 1)
- 2015: Survivor
- 2016: Second Summer of Love (Kurzfilm)
- 2016: The Merchant of Venice
- 2018: Mortal Engines: Krieg der Städte (Mortal Engines)
- 2020: Sylvie’s Love
- 2022: The Gray Man
- 2023: Dungeons & Dragons: Ehre unter Dieben (Dungeons & Dragons: Honor Among Thieves)
- 2025: Black Bag

### Serien
- 2005: Casualty (Folge 20x09)
- 2013: Fresh Meat (2 Folgen)
- 2015: Waterloo Road (8 Folgen)
- 2016: Roots (Miniserie, 2 Folgen)
- 2016: Spark (Folge 1x01)
- 2018–2019: For the People (20 Folgen)
- 2020: Bridgerton (8 Folgen)